# 대한민국-오스트레일리아 관계

1988년 이래 오스트레일리아의 대한(對韓)수출액

1988년 이래 대한민국의 대호(對豪)수출액

대한민국-오스트레일리아 관계는 한국 전쟁 때 시작해서 1963년 5월 수교한 후 발전해왔다.

## 역사
오스트레일리아는 한국 전쟁 때 17,000명을 파병했으며, 한국군 일부 병사들은 카트콤 소속으로 호주군과 함께 전투에 참전하였다. 양국은 수교 이후 대한민국은 캔버라에, 오스트레일리아는 서울에 대사관을 두고 있다. 오스트레일리아는 북한과도 1974년에 수교하였으나 북한이 1975년 일방적으로 주호주 북한대사관을 철수시킴으로서 양국간 외교관계가 사실상 단절되었다.

### 한국에 대한 호주의 인식
오스트레일리아는 2014년 BBC 월드 서비스 설문조사에 의하면 오스트레일리아인 62%가 대한민국의 영향을 긍정적으로 27%가 부정적으로 봄으로써 오스트레일리아가 친한(親韓)적인 나라 중 하나가 됐다. 2014년에는 한국과 호주 간 자유 무역 협정이 체결되었다. 군사협력 측면에서는 호주군의 일부가 유엔군사령부에서 근무중이며, 레드백 장갑차를 위시로 한 한국과 호주 간 국방 및 방산협력이 지속되고 있다. 그 외에도 다자외교 및 다자안보 차원에서 아세안 지역 포럼, 북대서양 조약 기구, 유럽 안보 협력 기구에서 나라는 서로 협력하고 있다.

## 역사
- 1963년 수교
- 2014년 한-호주 자유무역협정 체결
- 포괄적 전략적 동반자 관계 (2021년)[6]

## 한국계 호주인
한국계 호주인은 대한민국에서 오스트레일리아로 이민간 사람을 뜻한다. 오늘날 오스트레일리아는 대한민국 국외에 있는 6번째로 큰 한국인 공동체를 갖고 있다. 한국계 호주인은 150,873명 가량이다. 이민은 1970년대에 시작했고 여전히 이뤄지고 있다. MOFAT 통계에 의하면 한국인 입양아 3348명이 오스트레일리아에 살고 있다. 한국계 호주인은 비교적 연령대가 낮다. 오스트레일리아에서 공부하는 한국인들도 많다. 한국인 대부분은 시드니와 멜버른에 거주한다. 오스트레일리아 거주한 한국인들은 교육 수준이 높다. 프리맨틀 풋볼 클럽과 노스멜버른 풋볼 클럽에서 활약하기도 했던 AFL 선수 피터 F 벨은 한국계 입양아다.

## 같이 보기
- 주한 영연방군
- 카트콤
- 6.25 전쟁 기간 오스트레일리아의 군사사
- 주한 호주 대사관
- 주호주 대한민국 대사관